# Incidente de 13 de maio

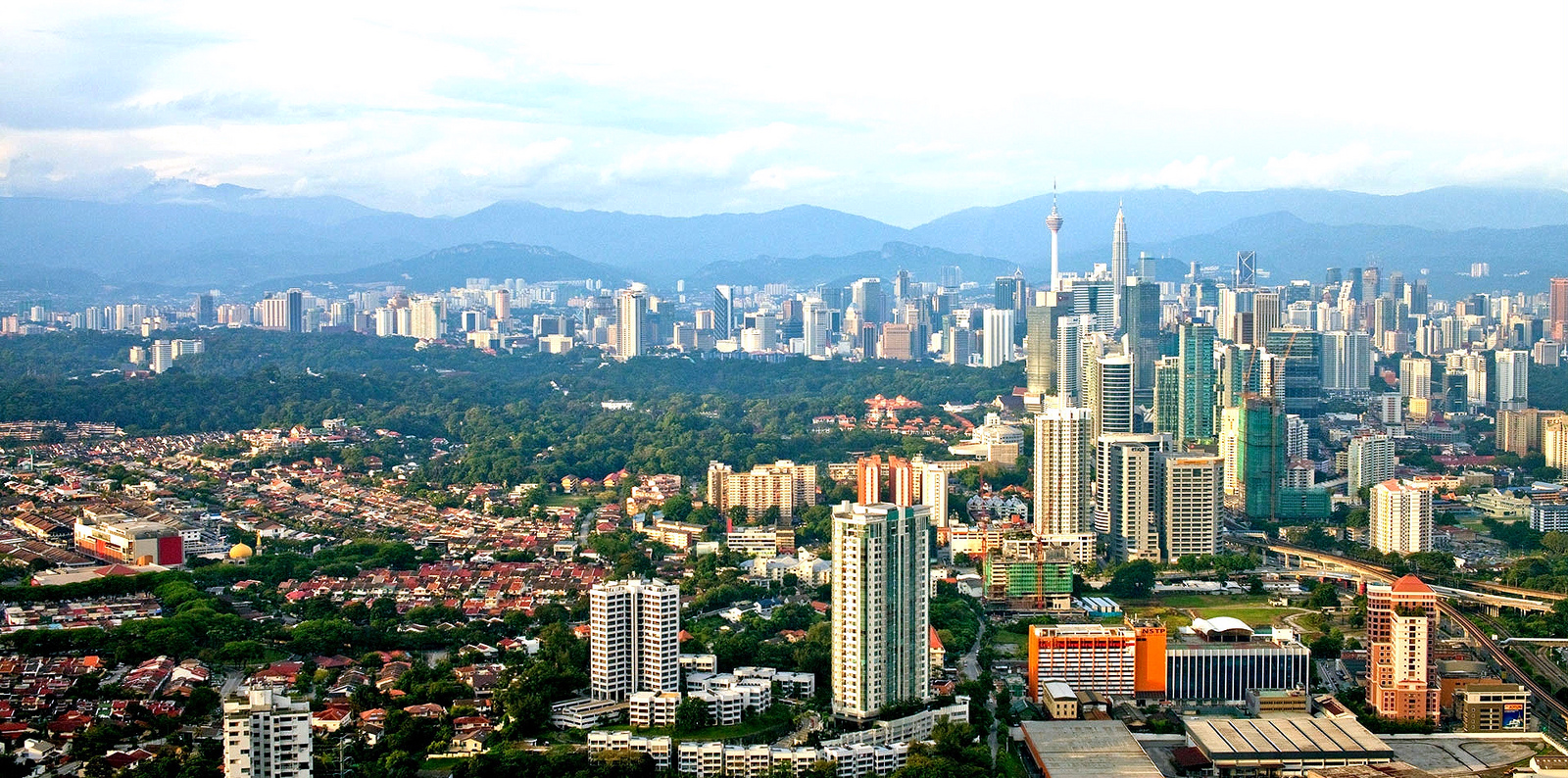
Centro de Kuala Lumpur, que foi palco do incidente, em 2015.

O Incidente de 13 de Maio de 1969 foi uma violência sectária entre as populações chinesa e malaia em Kuala Lumpur (então parte do estado de Selangor), na Malásia.
Fontes diplomáticas ocidentais na época colocam o número de mortos em cerca de 600, com a maioria das vítimas chinesas. Os distúrbios raciais levaram a declaração de um estado de emergência nacional, ou Darurat em língua nativa, por Yang di-Pertuan Agong resultando na suspensão do parlamento pelo governo da Malásia, enquanto o Conselho Nacional de Operações, também conhecido como o Majlis Gerakan Negara, foi estabelecido como um governo interino para governar temporariamente o país entre 1969 e 1971.
O evento foi importante na política da Malásia, uma vez que levou à renúncia do primeiro-ministro Tunku Abdul Rahman, e, posteriormente, resultou em uma mudança na política do governo que favorecia os malaios pela implementação do Rukun Negara e da Nova Política Econômica Malaia.